# Raj Reddy

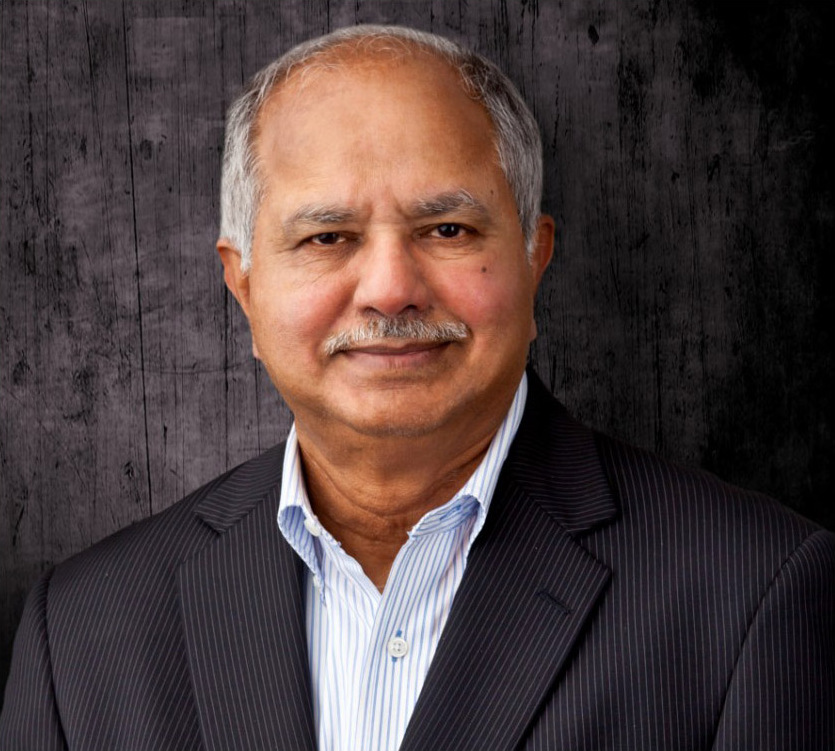
Raj Reddy 2011

Dabbala Rajagopal „Raj“ Reddy (* 13. Juni 1937 in Katur, Andhra Pradesh, Indien) ist ein indisch-amerikanischer Informatiker, der bedeutende Leistungen auf dem Gebiet der Robotik erbracht hat und 1994 zusammen mit Edward Feigenbaum den Turing Award für deren Arbeit im Bereich der künstlichen Intelligenz verliehen bekommen hat.

## Leben
Reddy machte 1958 einen Bachelor in Bauingenieurwesen am Guindy Engineering College der University of Madras in Chennai (heute Teil der Anna University) und 1960 den Master an der University of New South Wales.
Er arbeitete dann bis 1963 als IBM-Vertreter in Australien, und promovierte 1966 schließlich in Informatik an der Stanford University beim späteren Turing-Preisträger John McCarthy.
Reddy blieb zunächst als Assistenzprofessor für Informatik an der Stanford University, bis er 1969 als außerordentlicher Professor an die Carnegie Mellon University wechselte und 1973 ordentlicher Professor wurde.

## Leistungen
Auf seine Veranlassung hin wurde an der CMU 1979 Amerikas erstes Robotik-Institut gegründet, das er auch leitete, bis er 1991 Dekan an der CMU School of Computer Science wurde, der er bis 1999 blieb.
Außerdem war er der erste Direktor von Carnegie Mellon West, dem CMU-Campus im Silicon Valley, und half auch bei der Errichtung des Campus in Katar.
Reddy war von 1999 bis 2001 Vize-Vorsitzender des President’s Information Technology Advisory Committee unter Bill Clinton und George W. Bush und erwirkte dort einen signifikanten Anstieg der Bundesförderung für Forschung im Technologiebereich.
Von 1987 bis 1989 war er Präsident der American Association for Artificial Intelligence.
Er sitzt auch im Microsoft Technical Advisory Board und im Board of Directors von 3Com, ist Aufsichtsratsvorsitzender der Carnegie Group und Mitglied im internationalen Direktorium des israelischen Peres Center for Peace.
Forschungsprojekte Reddys sind in den Bereichen der Robotik, der KI, der Mensch-Computer-Interaktion und der Spracherkennung angesiedelt (zum Beispiel das Hearsay-Programm zur Erkennung gesprochener Sprache, unter Verwendung der Blackboard-Methode), aktuell konzentrieren sie sich vor allem auf die Verbesserung der Lebensumstände der Armen durch digitale Technologien, so unter anderen das Million Book Digital Library Project (das digitalisierte Bücher kostenlos online verfügbar machen soll), das Fiber To The Village Project und der PCtvt (eine auf die Bedürfnisse in Entwicklungsländern zugeschnittene Kombination aus Computer, Fernseher und Telefon).
Weiter arbeitete er am Bildungs-Pilotprojekt 21st Century Gurukulam für die ländliche Bevölkerung von Andhra Pradesh.
Reddy regte die Gründung des Jawahar Knowledge Center am Sri Venkateshwara University College of Engineering an, wo er 50 Studenten im Rahmen des Programms Earn while you learn monatlich 1.000 Rupien zahlt.
Reddy war Doktorvater von Kai-Fu Lee, dem Präsidenten von Google China.

## Auszeichnungen (Auswahl)
- Ehrendoktortitel der Sri Venkateswara University, der Jawaharlal Nehru Technological University, der Anna University, des Indian Institute for Information Technology, der Andhra University, des Indian Institute of Technology Kharagpur, der Université Henri Poincaré, der University of New South Wales, der University of Massachusetts und der University of Warwick[1]
- Fellow des IEEE, der Acoustical Society of America und der American Association for Artificial Intelligence, und Mitglied der National Academy of Engineering und der American Academy of Arts and Sciences
- 1984: Mitglied der Ehrenlegion (ernannt von François Mitterrand für seine Arbeit in Entwicklungsländern)[6]
- 1991: Ralph Gomory Visiting Scholar Award von IBM Research
- 1994: Turing Award (mit Edward Feigenbaum) für Pionierarbeit bei großen Systemen künstlicher Intelligenz[7]
- 2001: Padma Bhushan
- 2004: Okawa-Preis
- 2005: Honda-Preis für seine Beiträge zur Öko-Technologie (da Technologie die Lebensqualität der Menschen verbessern kann, während sie den Einfluss auf ihre Umwelt verringert)[6]
- 2006: Vannevar Bush Award des National Science Board
- 2021: Fellow des Computer History Museum